# Gnat
„Gnat” – piosenka amerykańskiego rapera Eminema z luksusowej edycji jego jedenastego albumu studyjnego Music to Be Murdered By. Została wydana 18 grudnia 2020 roku.
Piosenka zadebiutowała na 65. miejscu na UK Singles Chart i na 11. miejscu na UK R&B Singles Chart.

## Teledysk
Teledysk do „Gnat” to druga współpraca pomiędzy Eminemem i Lyrical Lemonade, wcześniej Cole Bennett wyreżyserował teledysk do utworu „Godzilla”.
W teledysku Eminem walczy z rojem przerośniętych nietoperzy w żółtym kombinezonie ochronnym i innym sprzęcie do ochrony osobistej, wyciera każdą powierzchnię Lizolem, wpada w paranoję na punkcie zachorowania na COVID-19, aby uwolnić się od kwarantanny, zostaje postrzelony w klatkę piersiową. W niektórych częściach teledysku widać Eminema w czerwonym smokingu, będącym nawiązaniem do teledysku z utworu „My Name Is”.

## Pozycje na listach
| Chart (2020–2021)                     | Peak position |
| ------------------------------------- | ------------- |
| Kanada (Canadian Hot 100)             | 34            |
| Salwador (Monitor Latino)             | 16            |
| Grecja (IFPI)                         | 80            |
| Irlandia (IRMA)                       | 65            |
| Nowa Zelandia (RMNZ)                  | 6             |
| Wielka Brytania (OCC)                 | 65            |
| Wielka Brytania R&B (OCC)             | 11            |
| USA Billboard Hot 100                 | 60            |
| USA Hot R&B/Hip-Hop Songs (Billboard) | 13            |